# Pagastia altaica
Pagastia altaica är en tvåvingeart som beskrevs av Makarchenko, Kerkis och Ivanchenko 1997. Pagastia altaica ingår i släktet Pagastia och familjen fjädermyggor. Inga underarter finns listade i Catalogue of Life.